# シェフ道筆のまーさん堂
『シェフ道筆のまーさん堂』（シェフみちふでのまーさんどう）は、沖縄テレビほかで放送されていたテレビ番組。製作局の沖縄テレビでは2007年10月22日から2011年3月28日まで、毎週月曜 19:00 - 19:30 （JST）に放送。かつてはCS放送ホームドラマチャンネルの無料放送番組『インターローカルアワー』での放送も行われ、沖縄県外での視聴も可能だった。

## 概要
兵庫県生まれで沖縄県在住のシェフ・道筆博が、沖縄にゆかりのある旬の人物を地元の旬の食材を使った料理でもてなす料理番組・トーク番組。番組タイトルは、ウチナーグチで「おいしい」を意味する「まーさん」に由来する。正式名称は「沖縄“旬”ダイニングシェフ・道筆博のまーさん堂」（おきなわ しゅんダイニングシェフ・みちふでひろしのまーさんどう）であるが、沖縄テレビ公式サイトの番組表やEPGにおいては本項の表題通りに表記されていた。
視聴率は概ね10パーセント前後で推移し、2010年3月8日放送分には過去最高の16.5パーセントを記録。安定した人気で3年半にわたって放送されたが、2011年3月28日放送分をもって“一時閉店”となった。

## 出演者
- シェフ：道筆博
- 支配人：本橋亜希子
- ウェイトレス：まりあ・佐藤さくら（卒業）
- ホールマネージャー：アイモコ・しゃもじ（卒業）

## 放送データ

### 2007年
| 放送日   | ゲスト                                                                          | 食材           | レシピ                                                                     |
| -------- | ------------------------------------------------------------------------------- | -------------- | -------------------------------------------------------------------------- |
| 10月22日 | ゆうりきや〜                                                                    | シークヮーサー | 「酢豚のシークヮーサー風味」                                               |
| 10月29日 | 『琉球カウボーイ、よろしくゴザイマス。』 當間早志監督 福永周平監督 大城直也監督 | 青パパイヤ     | 「青パパイヤのパリパリ春巻き」 「青パパイヤとかしわの炊き込みご飯」        |
| 11月5日  | 唐真久乃                                                                        |                | 「道筆牛ステーキ」 「きのこと牛スジの炊き込みご飯」 「黒糖かぼちゃプリン」 |
| 11月12日 | アリカワコウヘイ                                                                | ガザミ蟹       | 「ガザミ蟹のチリソース煮」 「ガザミ蟹の炊き込みご飯」                      |
| 12月3日  | ji ma ma                                                                        |                | 「島らっきょう餃子」 「シイラのクリーム煮」                                |
| 12月10日 | The Do-Nuts                                                                     |                | 「紅芋あんまん」 「まーさん堂ぜんざい」                                    |
| 12月24日 | 比屋定篤子                                                                      | やんばる若鶏   | 「ローストチキン」                                                         |
| 12月30日 | 仲田幸子 仲田まさえ                                                             |                | 「シェフ道筆のフルコース」                                                 |

### 2008年
| 放送日   | ゲスト                                                              | 食材               | レシピ |
| -------- | ------------------------------------------------------------------- | ------------------ | --- |
| 1月21日  | 藤木勇人                                                            | 島にんじん         | 「島にんじんリゾット」 「きんぴら島にんじん」 |
| 1月28日  | 小波津正光                                                          | 田芋               | 「田芋カレー」 |
| 2月4日   | D-51                                                                | 車海老             | 「酔っぱらい海老」 「車海老の炊き込みご飯」 「車えびのマヨネーズソース」 |
| 2月11日  | 上江州愛                                                            | タンカン           | 「真鴨のタンカンソース」 「タンカンゼリー」 |
| 2月18日  | 高良結香                                                            | クンチ味噌         | 「かつおだし」 「くんち味噌入り肉団子」 「くんち味噌の豆乳鍋」 |
| 2月25日  | 大城清太                                                            | 卵                 | 「広東風煮込み 生卵漬け」 「まーさん堂たまごプリン」 |
| 3月3日   | 中沢初絵                                                            | ほうれん草         | 「ほうれん草のクリームパスタ」 「ほうれん草の茎の中華炒め」 |
| 3月10日  | アイモコ                                                            | 島らっきょう       | 「島らっきょうの三枚肉巻揚げピリ辛炒め」 |
| 3月24日  | 板東英二                                                            | ハンダマ           | 「ハンダマと豚肉のスープ」 「石垣牛の牛丼」 「ハンダマと牛肉の納豆和え」 |
| 4月14日  | 津波信一 jimama 生産者代表                                          |                    | 「車えびシュウマイ」 「石垣牛の琉球プレミアム味噌ソースかけ」 「タンカンゼリー」                                                                                               |
| 4月21日  | 下地勇                                                              | アーサ             | 「アーサの佃煮」 「アーサごはん」 「アーサ出し巻き卵のアーサあんかけ」 |
| 4月28日  | 伊禮麻乃                                                            | いちご             | 「いちごジャム」 「長命草入りスコーン」 「いちごのスムージー」 |
| 5月5日   | サースティロード                                                    | 麩                 | 「ふーちゃんぷる」 「麩と牛肉の卵とじ」 |
| 5月12日  | TRIPLE-P                                                            | 島バナナのブリュレ | 「島バナナのブリュレ」 「島バナナと島豆腐のミルクセーキ」 |
| 5月19日  | HEAVEN'S HEMP                                                       | もずく             | 「もずくあんかけチャーハン」 「もずくのかき揚げ」 |
| 5月26日  | 「琉球ゴールデンキングス」 友利健哉 金城茂之 ブライアン・シンプソン | サトイモ           | 「久米島産里芋と道筆牛ホホ肉のまーさん堂煮込み」 |
| 6月2日   | ZUKAN                                                               | タコライス         | 「まーさん堂風 タコライス」 |
| 6月9日   | 幸田悟                                                              | アセローラ         | 「県産豚のソテーア アセローラソース」 「海老とグリーンサラダ アセローラドレッシング」                                                                                          |
| 6月16日  | 外山啓介                                                            | ナーベーラー       | 「ナーベーラーと道筆牛のあっさりあぶり寿司」 「夏向けナーベーラーのサンラータン」                                                                                              |
| 6月23日  | アルベルト・シロマ                                                  | 豚肉               | 「豚肉とビタローのまーさん堂香り蒸し」 |
| 6月30日  | 沖縄プロレス                                                        | ゴーヤー           | 「ゴーヤーの肉詰め」 「ゴーヤーのなめらかゼリー」 |
| 7月7日   | 山田美加子 吉川ひなの                                               | 島オクラ           | 「島オクラと鶏肉の巻き揚げ」 「島オクラのチーズケーキ」 |
| 7月28日  | 長崎真湖                                                            | ウニ               | 「まーさん堂風 ウニの茶碗蒸し」 「まーさん堂風 ウニの炊き込みご飯」 |
| 8月4日   | ポップサーカス                                                      | かつお             | 「まーさん堂風 かつおのタタキ」 「まーさん堂風かつおの天ぷら オーロラソース和え」                                                                                              |
| 8月11日  | 今井雅之                                                            | シブイ             | 「シブイと手羽先のまーさん堂風あっさり煮込み」 〜まーさん堂旧盆特別レシピ〜 「三枚肉とゴボウのチーズ春巻き」 「揚げだしモチ」 「カマボコと天ぷらのシークヮーサー甘酢あんかけ」 |
| 8月18日  | 仲田幸子 仲田まさえ 前川守賢                                        | しょうが           | 「新しょうがのまーさん堂風かき揚げ」 「新しょうがのまーさん堂風甘酢漬け」 |
| 8月25日  | 親子お料理教室                                                      |                    | 「パイナップル炒飯」 「バーベキューのたれ」 |
| 9月1日   | 砂川恵理歌                                                          | マンゴー           | 「プレミアムマンゴープリン」 |
| 9月8日   | 仲里進                                                              | 茄子               | 「茄子と道筆牛中身のまーさん堂風くんち煮」 |
| 9月22日  | 石丸幸人                                                            | グルクン           | 「グルクンの竜田揚げ 琉球ハニーソースかけ」 「グルクンの炊き込みご飯」 |
| 10月13日 | ジョニー宜野湾                                                      | 石垣牛             | 「ピーマンと石垣牛のカレー仕立て」 |
| 10月20日 | TEAM SPOT JUMBLE 末吉功治 浦崎明香理 小渡俊彰                       | はちみつ           | 「県産ソーキと今帰仁ハチミツのまーさん堂煮込み」 |
| 10月27日 | 仲田かおり                                                          | 島どうふ           | 「まーさん堂風 麻婆豆腐」 「まーさん堂風 なめらか豆乳プリン」 |
| 11月3日  | 具志堅用高 平仲明信                                                 |                    | 「まーさん堂風ちゃんぽん」 「道筆特製もやしと島唐辛子のステーキソース」 |
| 11月10日 | 田場裕也                                                            | 山原若鶏の手羽先   | 「小麦粉を使わないまーさん堂風手羽先カレー」 |
| 11月17日 | しゃかり                                                            | 読谷村の紅芋       | 「まーさん堂風 紅芋グラタン」 |
| 11月24日 | 真栄平仁（ひーぷー）                                                | 石垣牛             | 「まーさん堂風 石垣牛のすきやき」 「石垣牛卵とじ煮込みうどん」 |
| 12月1日  | 伝の会                                                              | アナダコ           | 「まーさん堂風 アナダコのトマトパスタ」 |
| 12月8日  | HIGH and MIGHTY COLOR                                               | インゲン           | 「まーさん堂風 インゲンの白和え」 「まーさん堂風 インゲンのチャーハン」 |
| 12月22日 | DJ Kaori                                                            |                    | 「まーさん堂 クリスマスケーキ」 |
| 12月22日 | しゃもじ卒業スペシャル                                              |                    | 「まーさん堂特製 沖縄そば」 |

### 2009年
| 放送日   | ゲスト                                              | 食材                      | レシピ |
| -------- | --------------------------------------------------- | ------------------------- | --- |
| 1月19日  | 照屋林賢 ティンクティンク                           | 大根                      | 「大根と石垣牛ホホ肉のあっさり煮」 「大根葉のチャーハン」 追加メニュー 「大根葉の即席漬け」                                   |
| 1月26日  | イクマあきら                                        | タマン                    | 県産野菜を使った 「まーさん堂風 あったかお鍋」 タマンとモズクのつみれ 鶏ミンチと島豆腐のつみれ                                |
| 2月2日   | 大城亜子 ナツコ ミヤケサクラコ                      |                           | 「いずみ紅のまーさん堂風 シャーベット」 「いずみ紅のまーさん堂風 ジャム」                                                     |
| 2月9日   | 奈月                                                | トマト                    | 「トマトと卵のあんかけごはん」 「トマト豆腐」                                                                                 |
| 2月16日  | 宮藤官九郎 三宅弘城                                 | アオリイカ                | 「アオリイカと島ニラ・島ネギの翡翠炒め イカ墨仕立てバルサミコ風味」 「アオリイカの炙り 季節の野菜添えジンジャーオイル仕立て」 |
| 2月23日  | こきざみインディアン                                | セロリ                    | 「セロリのあんかけ焼きそば」 「セロリ納豆」                                                                                   |
| 3月2日   | The Blue Sky Kick's                                 | カイラン                  | 「石垣牛のあんかけ（男味）」 「蟹身の雪見あんかけ（女味）」                                                                   |
| 3月9日   | 未唯mie                                             | つのまた                  | 「つのまたとグレープフルーツのサラダ」 「つのまたの土佐酢仕立て」                                                             |
| 3月23日  | ARIA ASIA                                           | 紅じゃが                  | 「紅じゃが春巻き」 |
| 4月6日   | 牧野アンナ                                          | パッションフルーツ        | 「伊勢エビのボイル パッションフルーツマヨネーズソース」 「パッションフルーツとマスカルポーネのティラミス」                    |
| 4月13日  | U-DOU&PLATY                                         | アーサ                    | 「アーサと白身魚の酒蒸し」 「アーサのあんかけチャーハン」                                                                     |
| 4月20日  | Art More Groovy                                     | 卵                        | 「まーさん堂風 ポーチドエッグカレーソースかけ トースト添え」 「まーさん堂風 サーターアンダギー」                              |
| 4月27日  | 川満聡 チアキ                                       | モズク                    | 「まーさん堂風 モズクのソーメン仕立て」 「まーさん堂風 モズクとエビの天ぷら」                                                 |
| 5月11日  | 豊永盛人                                            | ゴーヤー                  | 「ゴーヤーとBロースのブラックビーンズ煮込み」                                                                                 |
| 5月18日  | 砂川恵理歌                                          | もやし                    | 「まーさん堂風 もやしの味噌ラーメン」 「まーさん堂風 もやしの湯葉巻き」                                                       |
| 5月25日  | ももココロ                                          | やぎミルク                | 「やぎミルクと鶏肉のまーさん堂煮込み」                                                                                        |
| 6月1日   | 「琉球ゴールデンキングス」 金城茂之 澤岻直人 桶谷大 | 豚肉                      | 「パイナップルポーク「純」のミート・バスケット・ボール」                                                                      |
| 6月8日   | 山城智二                                            | スイートコーン            | 「スイートコーンのポタージュ」                                                                                                |
| 6月15日  | 山内カンナ                                          | アセローラ                | 「チキンのアセローラ甘酢あんかけ」 「アセローラのカクテル」                                                                   |
| 6月22日  | Soluna                                              | 島ゴボウ                  | 「まーさん堂風 島ゴボウの煮付け」 「まーさん堂風 島ゴボウの天ぷら」                                                           |
| 6月29日  | All Japan Goith                                     | オクラ                    | 「オクラのお好み焼き」 |
| 7月13日  | 普久原明 蔵下穂波                                   | マンゴー                  | 「石垣牛のマンゴーソース」 「マンゴーかき氷」                                                                                 |
| 7月20日  | 垂見健吾                                            | モーウィ                  | 「まーさん堂風 モーウィと手羽先のあっさり煮」 「まーさん堂風 モーウィの和風そぼろあんかけ」 「モーウィの黒糖漬け」            |
| 7月27日  | アグネス・チャン                                    |                           | 「キヨおばぁのソーキ汁」 「ソーキの梅肉香り蒸し」                                                                             |
| 8月3日   | 平田大一 イクマあきら                               | ウンチェーバー            | 「ウンチェーバーの三枚肉巻き」 「ウンチェーバーのナムルそうめん」                                                             |
| 8月10日  | HIGH and MIGHY COLOR                                | ナーベーラー              | 「まーさん堂風 ナーベーラーの酢味噌かけ」 「まーさん堂風 ナーベーラーの味噌あんかけ 冷麺仕立て」                              |
| 8月17日  | うちなー野菜チャンプルーコンテスト 決勝             |                           | 伊志嶺梓 「カボチャンプルー」 下門早百合 「オクラチャンプルー」                                                               |
| 8月24日  | Glean Piece                                         |                           | 「まーさん堂風 ウニのドリア」                                                                                                 |
| 8月31日  | しおり                                              | 長命草                    | 「長命草の食パン」 「牛乳ゴマ豆腐の長命ソース」                                                                               |
| 9月7日   | キャン×キャン                                       | 冬瓜                      | 「冬瓜と豚肉の水晶巻き 梅肉風味」 「冬瓜のまーさん堂風 和風冷製仕立て」                                                       |
| 9月21日  | 工藤夕貴                                            | ツルムラサキ 具志頭いい菜 | 「ツルムラサキのピリ辛味噌炒め スターフルーツソース」 「カンダバーとサツマイモのニョッキ」                                    |
| 10月5日  | 砂辺光久                                            | 新米                      | 「料理の鉄人粥 まーさん堂風」 ＜おかゆトッピング＞ 「中身の中華和え」 「胃袋の醤油煮」                                        |
| 10月19日 | 惣領泰則 タカちゃん                                 |                           | 「まーさん堂風 煮込みハンバーグ」                                                                                             |
| 10月26日 | pokke104                                            | ジーマーミー              | 「まーさん堂風 ジーマーミーと豚テールの煮物」 「まーさん堂風 ジーマーミーの炊き込みご飯」                                     |
| 11月2日  | 多和田えみ                                          | 島豆腐                    | 「まーさん堂風 ジャージャーゆし豆腐」 「まーさん堂風 豆腐肉団子の春雨入りあっさりスープ」                                     |
| 11月9日  | RYOEI                                               | ミーバイ                  | 「アカジンミーバイのまーさんマース煮」                                                                                        |
| 11月16日 | 津嘉山正種                                          | かつおぶし                | 「沖縄そば」 「いなり寿司」                                                                                                   |
| 11月23日 | 宮平貴子                                            | 宮古味噌                  | 「宮古みそのまーさん粕汁」 「宮古みそのプリン」                                                                               |
| 11月30日 | 古谷千佳子                                          | 太刀魚                    | 「太刀魚のバター焼き」 「太刀魚の炊き込みご飯」                                                                               |
| 12月7日  | 吉田妙子・きゃんひとみ                              | 島人参                    | 「まーさん堂風シャリ炒飯、島人参とササミのあんかけ梅肉風味」 「島人参のまーさん手巻き寿司」                                   |
| 12月14日 | 太陽風オーケストラ                                  | 合鴨                      | 「まーさん堂風アイガモの鴨南そば」 「アイガモもまーさん丼」                                                                   |
| 12月21日 | 南里美希                                            | レタス                    | 「まーさん堂風五目炒めレタス包み」 「まーさんレタスの温野菜サラダ」                                                           |

### 2010年
| 放送日                | ゲスト                                            | 食材           | レシピ |
| --------------------- | ------------------------------------------------- | -------------- | --- |
| 1月11日               | かりゆし58                                        | 車海老         | 「車海老のさんぴん茶茹で シークァーサーソースかけ」 「車海老のまーさん蒸し」 |
| 1月18日               | 神谷千尋                                          | 田芋           | 「ターンムと三枚肉のまーさん蒸しあんかけ チンゲン菜添え」 |
| 1月25日               | 伊禮俊一                                          | キャベツ       | 「まーさん堂風 ロールキャベツ」 |
| 2月1日                | 「TEAM SPOT JUMBLE」 末吉功治 島袋寛之 浦崎明香理 | 大根           | 「まるごと大根あんかけ卵焼き」 |
| 2月8日                | 上間綾乃                                          | イチゴ         | 「まーさん堂特製イチゴソースステーキ」 「大人のいちごミルク」 |
| 2月15日               | 泉&やよい                                         | スイートコーン | 「スイートコーンのかき揚げ丼」 |
| 2月22日               | 「ニーニーズ」 ユキヒロ かでかるさとし            | タマネギ       | 「まーさん堂風 新タマネギのシュウマイ」 |
| 3月1日                | ガレッジセール                                    | 麩             | 「ビー麩カツカレー」 |
| 3月8日                | パパイヤ鈴木                                      | パパイヤ       | 「青パパイヤの梅肉和え」 「パパイヤまーさん煮込みそば」 |
| 3月22日               | 未唯mie                                           | フルーツトマト | 「フルーツトマトのまーさん炒飯」 「フルーツトマトと島野菜のまーさんスープ」 |
| 4月12日 （放送100回） | 道筆博 仲田かおり                                 | シークヮーサー | 「酢豚のシークワァーサー風味」 （放送第1回目のレシピ） |
| 4月19日               | チアキ                                            | ピーマン       | 「まーさん堂風ピーマンのドリア詰め」 |
| 5月3日                | しおり SHUM                                       | ゴーヤー       | 「ゴーヤー餃子」 |
| 5月10日               | 池田卓                                            | アーサ         | 「まーさん堂風 アーサと海老だんごの泡雪仕立てのスープ」 「アーサのまーさんチャーハン」 |
| 5月17日               | 石川清貴                                          | 茄子           | 「ナスのまーさん漬け」 「まーさん堂風 ナスの味噌汁」 「まーさん堂風 マーボーナス」 |
| 5月24日               | 川畑アキラ                                        | タケノコ       | 「タケノコのまーさん炒め にゅうめん仕立て」 「まーさん堂風 タケノコの炊き込みご飯」 |
| 5月31日               | 高木万平 高木心平                                 | もずく         | 「まーさん堂風 もずく酢」 「まーさんもずくのあんかけご飯」 |
| 6月7日                | 凡子                                              | ゴボウ         | 「まーさんゴボウのガトーショコラ」 |
| 6月14日               | 古謝美佐子                                        | なーべーらー   | 「まーさん堂風 あんかけ焼きそば」 「なーべーらーのまーさん堂スープ」 |
| 6月28日               | 「琉球ゴールデンキングス」 与那嶺翼 山城吉超      | 伊江牛         | 「伊江牛のまーさんバーガー」 「ゴールデンジンジャーエール」 |
| 7月5日                | ZUKAN                                             | うなぎ         | 「うなぎのまーさん定食」 |
| 7月12日               | 古澤巌                                            | オクラ         | 「オクラの三枚肉巻き まーさん丼」 「オクラとアサリのまーさんスープ」 |
| 7月19日               | 小錦八十吉                                        | 豚肉           | 「ソーキのまーさん照り焼き」 「豚トロステーキ パッションフルーツとはちみつのソースかけ」                                                                                                   |
| 7月26日               | ういずあす                                        | マンゴー       | 「フルーティーな甘みと香りのマンゴーカレー」 |
| 8月2日                | 大城友弥                                          | グルクン       | 「グルクンと夏野菜の南蛮漬け」 「グルクンのたたき」 |
| 8月9日                | 映画『ニライの丘』 大城直也 神谷健太              | チキナー       | 「チキナーとあぐーのまーさん餃子」 「まーさん堂風ワンタン」 |
| 8月16日               | RYCOME                                            | 島バナナ       | 「島バナナのサーターアンダギー」 「まーさん島バナナのアイスクリーム」 |
| 8月23日               | 夏休み特別編（前編）                              |                | 「なすとハーブのまーさんピザ」 |
| 8月30日               | 夏休み特別編（後編）                              |                | 「鶏のオーブン焼き」 |
| 9月13日               | cojaco                                            | マンゴー       | 「キーツマンゴーのまーさんパン」 「まーさん堂風 キーツマンゴーのヨーグルトソース」 |
| 9月20日               | 大城清太                                          | 牛乳           | 「まーさんミルクのシュークリーム」 |
| 10月4日               | 3周年特別編                                       |                | 【3周年特製まーさん堂定食】 「島野菜とアグーのまーさん豚汁」 「オクラのだし巻き卵」 「島豆腐のまーさんヘルシーやっこ」 「ししとうのおかか和え」 「くんち味噌と宮古みその特製にんにく味噌」 |
| 10月11日              | 仲村颯悟 吉田妙子                                 | 山羊           | 「ヒージャーのタタキ まーさんアセロラソース」 |
| 11月1日               | しゃもじ                                          | シークヮーサー | 「百年木シークヮーサー 道筆流のごま味噌冷やし中華」 |
| 11月8日               | lucy                                              | イマイユ       | 「ツムブリのつみれ クレソンのまーさんスープ」 「ツムブリのドラゴンフルーツとマヨネーズかけ」 「ツムブリの広東風刺身」                                                                      |
| 11月15日              | 名嘉睦稔                                          | 紅芋           | 「まーさん堂風 紅芋の一口コロッケ」 |
| 11月22日              | ゆうりきや〜                                      | 豚肉           | 「パイナップルポーク純で まーさん味噌漬け」 |
| 11月29日              | 比嘉周作                                          | 卵             | 【まーさんたまご定食】 爆弾たまごかけごはん まーさんたまごスープ まーさん茶碗蒸し まーさんプリン                                                                                           |
| 12月6日               | 「2side1BRAIN」 SHUNTAROCK HIROSE                 | 車エビ         | 「まーさん堂風 車エビの天丼」 |
| 12月13日              | 安田大サーカス                                    | ミーバイ       | 「まーさん堂風 ちゃんこ鍋」 「まーさん堂風 ミーバイのソテー」 |
| 12月20日              | 照屋ファミリー （視聴者代表）                     |                | |

### 2011年
| 放送日          | ゲスト                                             | 食材                                                                                          | レシピ                                                                                        |
| --------------- | -------------------------------------------------- | --------------------------------------------------------------------------------------------- | --------------------------------------------------------------------------------------------- |
| 1月10日         | 「ネーネーズ」 保良光美 上原渚 比嘉真優子 仲本真紀 |                                                                                               | 「まーさん堂風 お雑煮」                                                                       |
| 1月17日         | 書浪人 善隆                                        |                                                                                               | 「まーさん堂風 沖縄そば」 「島豆腐の湯豆腐 酒蒸し風」                                         |
| 1月24日         | 「カイナアートフェスタ」 徳元佐和子 仲宗根桂子     | 山芋                                                                                          | 「まーさん堂風 県産山芋のお好み焼き」                                                         |
| 1月31日         | 「マドンナ」 山内光子 山内カンナ                   | にんじん                                                                                      | 「まーさん焼売 にんじん仕立て」                                                               |
| 2月7日          | 仲里尚英                                           | カブチンゲン                                                                                  | 「まーさん堂風カブチンゲンの中華炒め海老団子ともずくあんかけ」 「カブチンゲンと春雨のスープ」 |
| 2月14日         | しじみ                                             | ビタロー                                                                                      | 「まーさん堂風 ビタローのパエリア仕立て」 「まーさん堂風 ビタローのバター焼き」               |
| 2月21日         | 『ウィン♪ウィン♪』MC 上江洲愛 YURI あゆか          | ミニトマト                                                                                    | 「まーさんトマトソース ウィンウィンカラーで石垣牛タン」                                       |
| 2月28日         | 「壺屋焼窯元育陶園」 高江洲忠 けい子               | 島大根編                                                                                      |                                                                                               |
| 3月7日          | 総集編                                             |                                                                                               |                                                                                               |
| 3月21日 3月28日 | 最終回スペシャル 地元生産者代表8組                 | お寿司、アイガモのロースト ハンバーグ、タマンの酒蒸 パイナップルポーク純 宮古味噌、くんち味噌 | 「まーさん堂オールスターズ特製プレート」                                                      |